# Fritz Riemann
Fritz Riemann (Weistritz, prop de Schweidnitz, 2 de gener de 1859 – Erfurt, 25 de novembre de 1932), fou un jugador d'escacs alemany. Nascut a Silèsia (llavors Prússia), fou alumne d'Adolf Anderssen a Breslau.

## Resultats destacats en competició
El 1876, va guanyar un matx contra Arnold Schottländer (5 : 0) a Breslau. El 1879, fou 5è a Leipzig (1r Congrés de la DSB, el campió fou Berthold Englisch), i fou 2n a Wesselburen. El 1880, fou 2n, rere Louis Paulsen, a Braunschweig (13è i últim WSB–Congress), i empatà un matx contra Emil Schallopp (+2 –2 =2) a Berlin. El 1881, empatà als llocs 13è-14è a Berlin (2n DSB–Congress, el campió fou Joseph Henry Blackburne). El 1883, empatà als llocs 6è-7è a Nüremberg (3r DSB–Congress, el campió fou Szymon Winawer). El 1885, empatà als llocs 8è-9è a Hamburg (4t DSB–Congress, el campió fou Isidor Gunsberg), i empatà un matx amb Ernst Flechsig (+5 –5 =0) a Breslau. El 1888, fou 1r amb Curt von Bardeleben a Leipzig.

## Llibres
Riemann va escriure un llibre dedicat al seu mestre Adolf Anderssen:
- Riemann, Fritz: Schach-Erinnerungen des jüngsten Anderssen-Schülers. Mit vielen Diagrammen im Text und einem Bildnis des Verfassers. (Records escaquístics del jove estudiant Anderssen) de Gruyter, Berlin i Leipzig, 1925.